# Васильева, Зинаида Ивановна
Зинаида Ивановна Васильева (2 июля 1924 года, д. Лазаревичи, Тихвинский район, Ленинградская область, РСФСР, СССР — 10 октября 2013 года) — советский и российский педагог, академик АПН СССР (1989), академик РАО (1993).

## Биография
Родилась 2 июля 1924 году в деревне Лазаревичи Тихвинского района Ленинградской области.
В 1950 году — окончила исторический факультет ЛГПИ имени А. И. Герцена.
В 1953 году — окончила аспирантуру по кафедре педагогики и успешно защитила кандидатскую диссертацию, тема: «Изучение учащимися связей между явлениями природы и общества (мировоззренческий аспект)».
С 1953 года — работала в качестве преподавателя кафедры педагогики.
В должности профессора кафедры работала с 1975 года.
В 1974 году — защитила докторскую диссертацию, тема: «Нравственное воспитание учащихся в учебной деятельности».
С 1976 по 1991 годы — руководила кафедрой педагогики. В этот период как заведующая кафедрой головного вуза осуществляла общее руководство научно-исследовательской деятельностью кафедр педагогики крупнейших вузов страны.
В 1989 году — избрана академиком Академии педагогических наук СССР.
Умерла 10 октября 2013 года. Похоронена на Серафимовском кладбище (Коммунистическая площадка).

## Научная деятельность
Основала научно-педагогическую школу «Теория и методика нравственного воспитания учащихся», результаты деятельности которой представлены в ряде публикаций.
Автор более 160 научных трудов, среди них учебники и учебные пособия для студентов и аспирантов по истории и теории образования, научно-методические рекомендации и научные отчеты по организации опытно-экспериментальной работы в городе, районах и школах.
Участник многих международных научно-педагогических симпозиумов и конференций, съездов и семинаров, руководитель и разработчик комплексных исследований в ведущих направлениях отечественной науки: история педагогики, теория и методика воспитания и образования, нравственное воспитание школьников, ценностные ориентации студентов, учащихся, педагогов.
С 1973 года руководила работой аспирантов, а с 1986 года — докторантов.
Её ученики успешно защитили 64 кандидатских и 8 докторских диссертаций.

## Награды
- Орден Трудового Красного Знамени (1986)
- Медаль «За трудовое отличие» (1976)
- Медаль К. Д. Ушинского (1986)
- Медаль А. С. Макаренко (1988)
- Медаль «За доблестный труд в Великой Отечественной войне 1941—1945 гг.» (1997)
- Медаль «50 лет Победы в Великой Отечественной войне 1941-1945 гг.» (1995)
- Медаль «60 лет Победы в Великой Отечественной войне 1941—1945 гг.» (2005)
- Медаль «В память 300-летия Санкт-Петербурга» (2003)
- Заслуженный деятель науки Российской Федерации (2000)[3]
- Почётный работник высшего профессионального образования
- Медаль РГПУ «Знак Почета» (2003)
- Почётный профессор РГПУ имени А. И. Герцена
- Почётный профессор Санкт-Петербургского государственного университета педагогического мастерства
- Почётный профессор Международного Азербайджанского гос-ударственного университета.